# Frédéric Bazille
Jean Frédéric Bazille (Montpellier, 6 de dezembro de 1841 - Beaune-la-Rolande, 28 de novembro de 1870) foi um pintor francês do movimento impressionista. É considerado um dos grandes expoentes e fundadores do Impressionismo.
Morto precocemente, Bazille nunca se casou e alguns estudiosos alegam que ele seria gay, devido aos relatos íntimos de seus relacionamentos com vários amigos. Seus trabalhos caíram no esquecimento logo após sua morte, sendo resgatados recentemente por estudiosos impressionistas.

## Biografia

### Vida pessoal
Frédéric Bazille, nasceu em uma família de nobres protestantes em Montpellier, em 6 de dezembro de 1841. Seu pai Jean François Gaston Bazille, era agrônomo e senador da república. Sua mãe, Camille Vialars, era herdeira de uma fazenda, em Saint-Sauveur. Frédéric começou seus estudos em medicina de maneira a agradar à família, mas sua vocação mesmo era para as artes. Em 1859, estudou no Museu Fabre, estudando desenho juntos de escultores de Montpellier, como Baussan pai e seus filhos e pintura com os antigos mestres de Veneza.

## Paris
Em 1862, mudou-se para Paris, onde se matriculou no estúdio do pintor Charles Gleyre, estudando pintura sob a orientação de Eugene Castelnau. Foi assim que ele conheceu Claude Monet e Auguste Renoir, que logo seria um grupo influente formado por grandes nomes da pintura impressionista, como Berthe Morisot, Paul Cézanne, Camille Pissarro, Émile Zola e Edgar Degas. Abriu seu primeiro estúdio em 1864, compartilhando oficinas com Renoir e Monet a partir de 1865. Em 1866 sentiu-se pronto para uma exposição de seus trabalhos no Salão de Paris do mesmo ano.

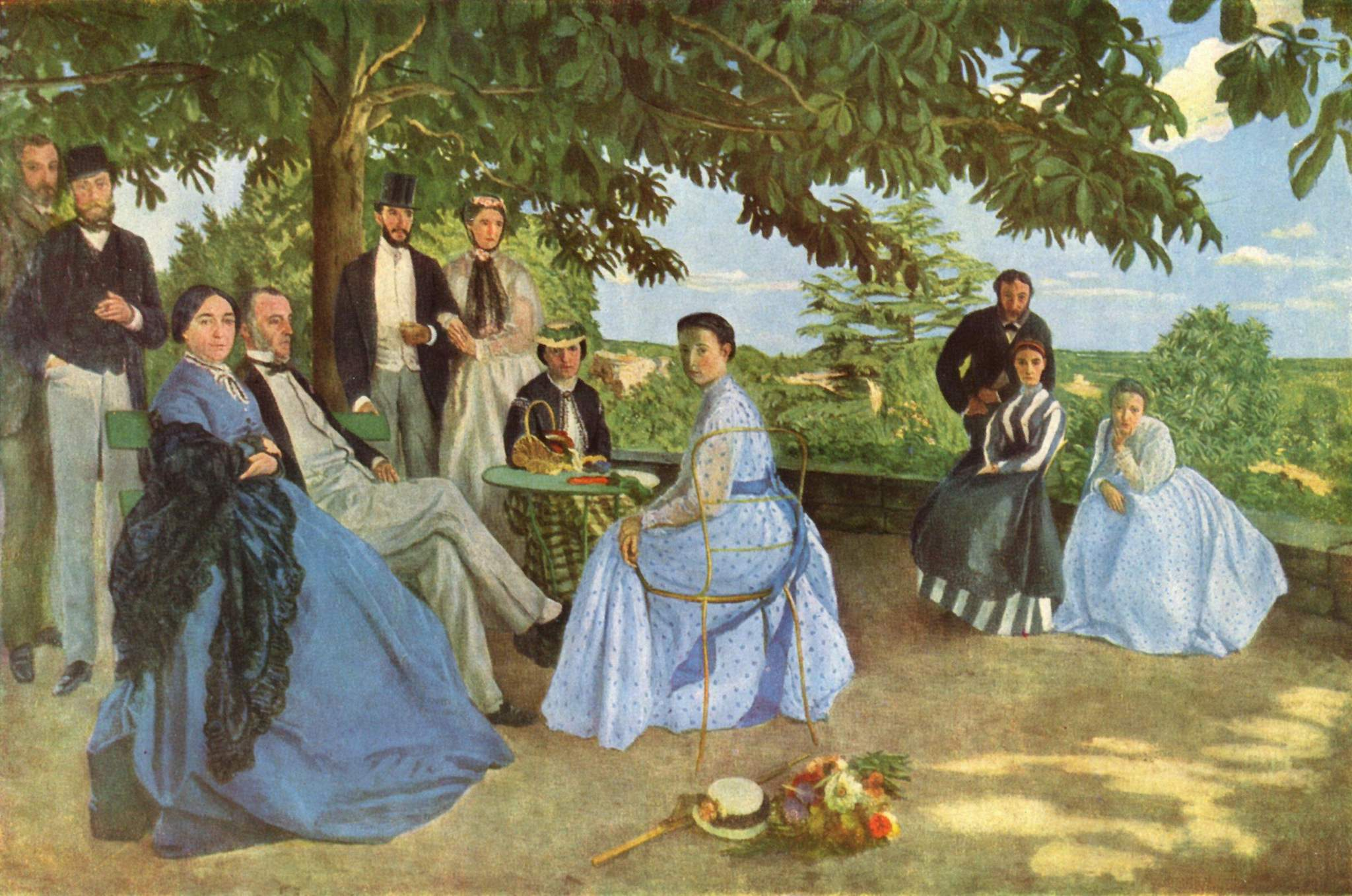
Reunião de família, por Frédéric Bazille.

A pintura não era sua única paixão, além do esporte. Ele era frequentemente visto em teatros, escrevendo em cafés, frequentando à ópera. Sua casa em Batignolles tornou-se o quartel-general dos impressionistas, movimento que inicialmente se chamava "Escola de Batignolles" Mesmo com sua vida se estabelecendo em Paris, ele costumava passar os verões na propriedade da família, em Domaine de Meric, em Montpellier, em frente à aldeia de Castelnau-le-Lez, uma área que é o cenário para algumas de suas pinturas, como O Vestido Rosa (1864), Reunião de família (1867) ou Vista da cidade (1868).
Reunião de família (1867), seu quadro mais famoso, é um grande exemplo de como Bazille retratava paisagens. Ela foi exibida no Salão de Paris, sua única obra escolhida para a exposição, em 1869. O quadro mostra a própria família de Bazille, na residência no interior, em Meric. O uso das cores no retrato das figuras humanas destacam sua obra como impressionista, mostrando também um dos grandes desafios impostos a qualquer pintor deste movimento, de como conciliar a pintura tradicional com a prática de pintar ao ar livre.

## Morte
Em 1870, Frédéric Bazille alistou-se na infantaria com a eclosão da Guerra Franco-Prussiana. Imediatamente, ele foi enviado para a Argélia, para treinamento e no final do ano estava nas batalhas do front, com patente de sargento. Ele foi baleado em sua primeira batalha, em Beaune-la-Rolande, em 28 de novembro de 1870, aos 29 anos e morreu antes de conseguir atendimento médico, na tentativa de defender mulher e crianças encurraladas por tropas inimigas.
Em dezembro de 1871, Gaston Bazille foi atrás do corpo do filho para enterrá-lo em Montpellier. Em agradecimento ao padre Cornet, vigário de Beaune-la-Rolande que o ajudou nas buscas, Gaston construiu uma igreja em Beaune. Frédéric Bazille foi finalmente sepultado no Cemitério Protestante de Montpellier, com uma escultura feita por Auguste Baussan.

## Galeria

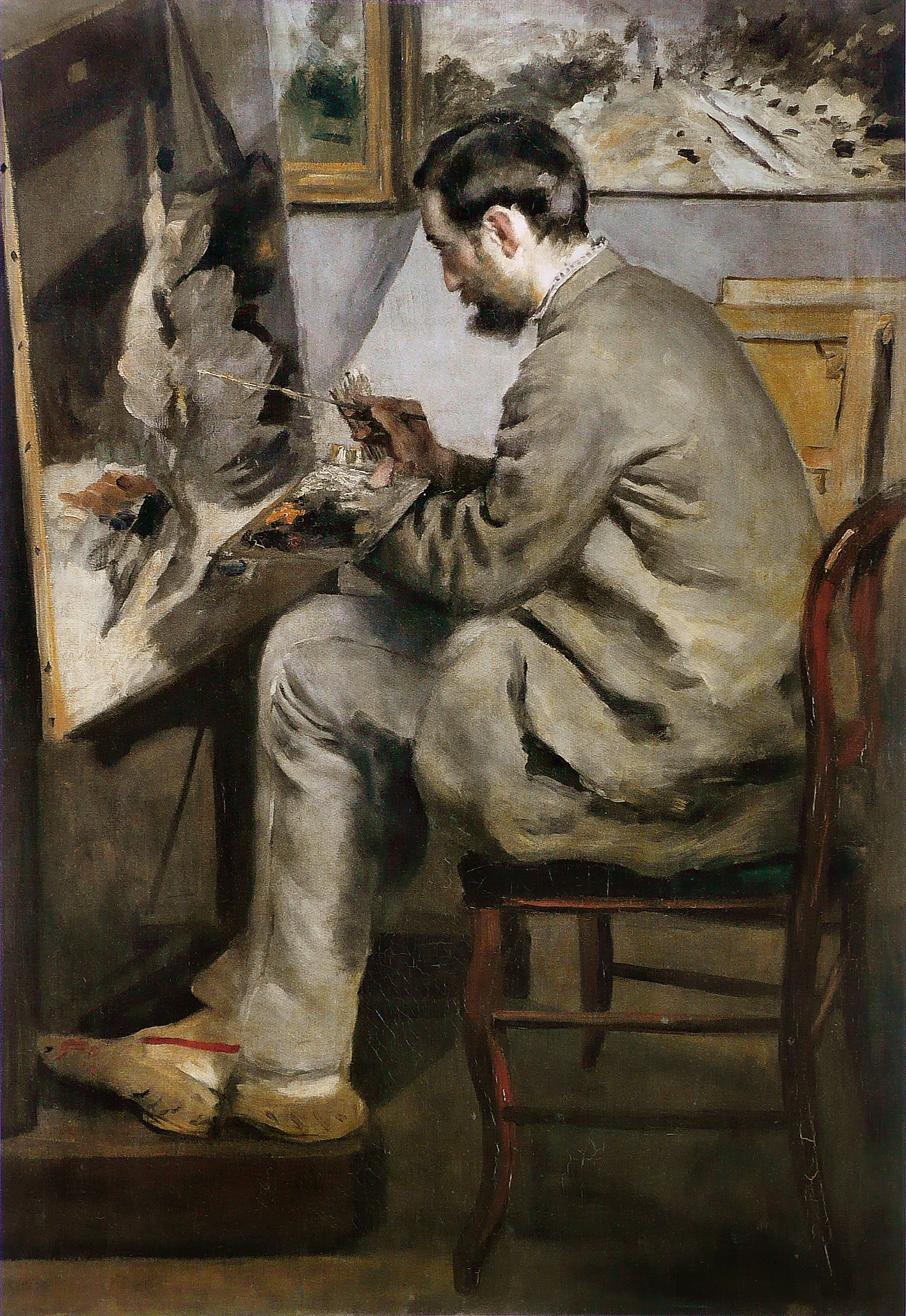
Pierre-Auguste Renoir, Frédéric Bazille painting The Heron

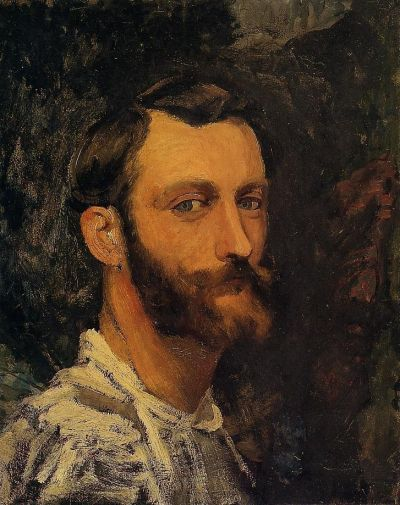
Auto-retrato, data desconhecida
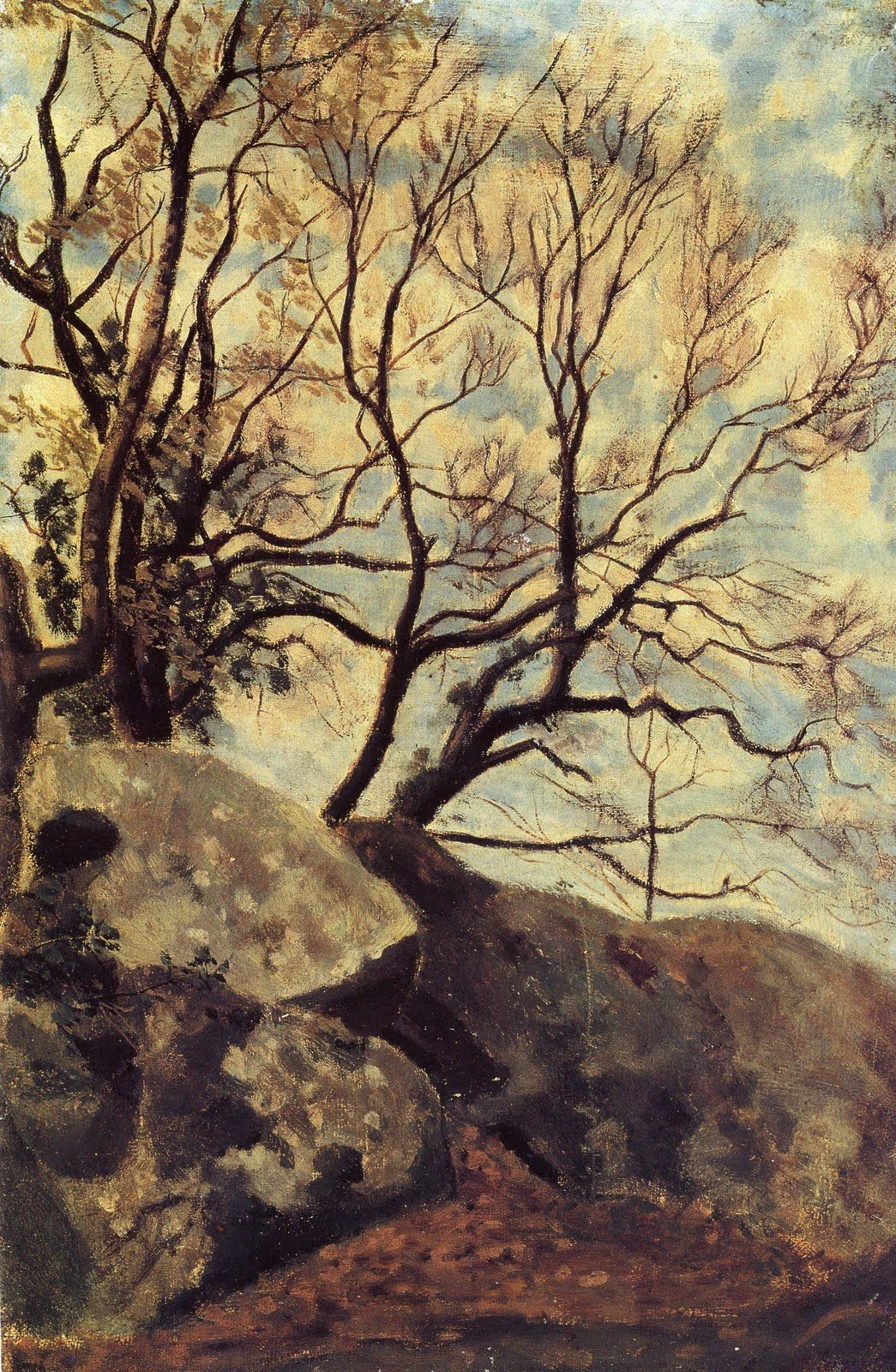
Estudo das Árvores, 1863
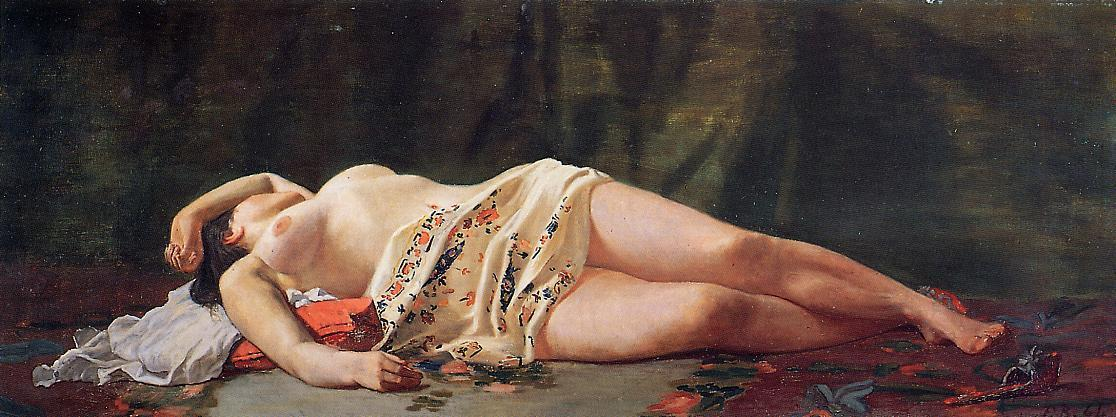
Nu reclinado, 1864
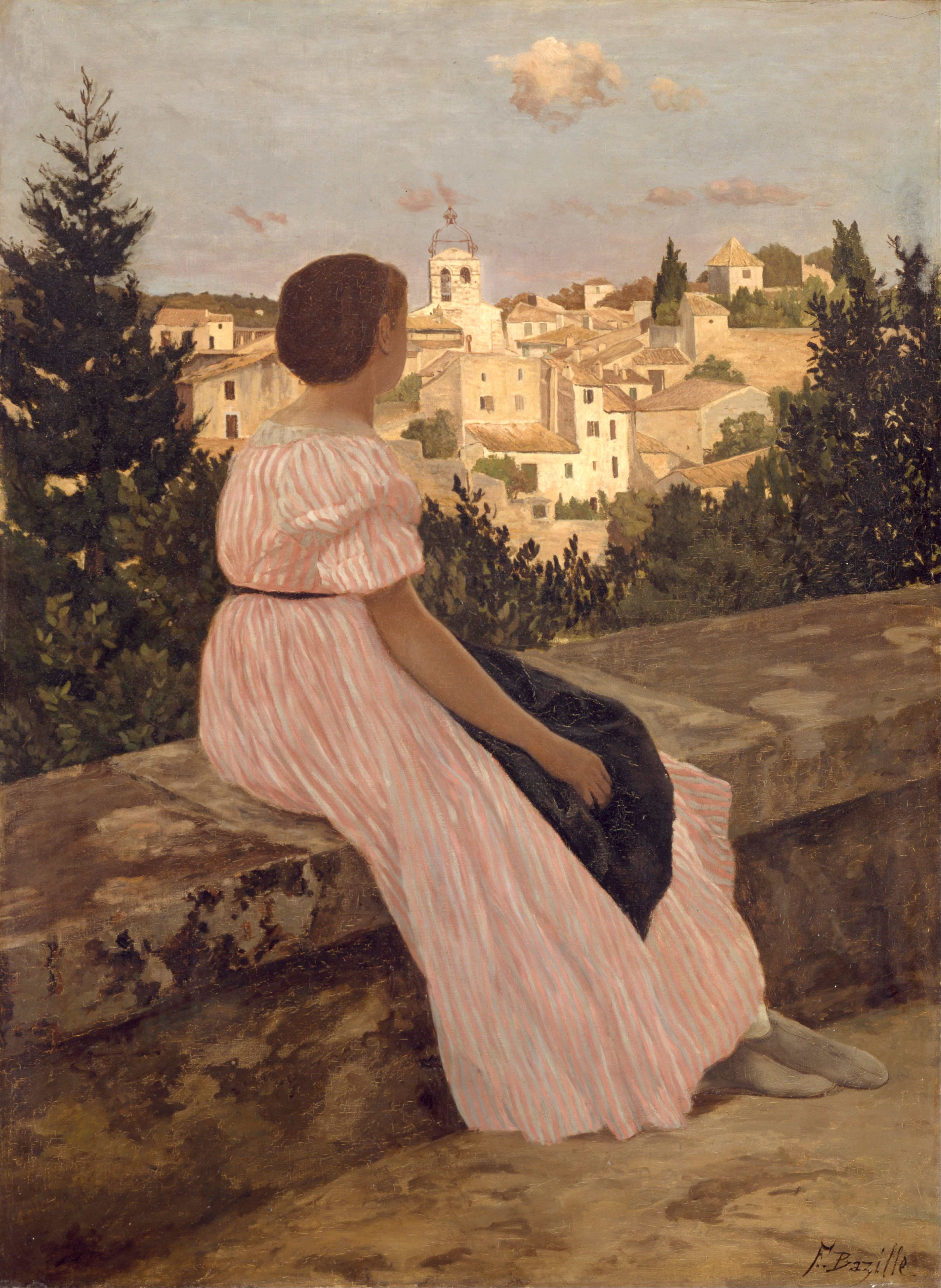
O vestido rosa (vista de Castelnau-le-Lez, Hérault), 1864, óleo sobre tela, Musée d'Orsay
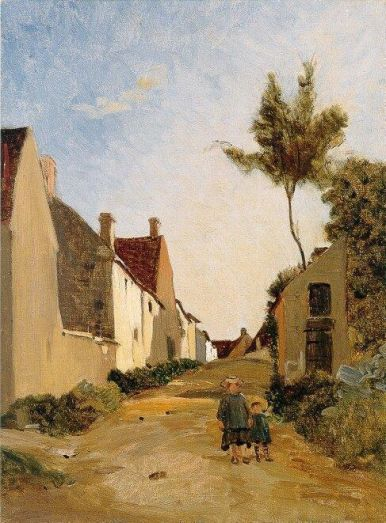
Chailly, 1865, Musée Fabre, Montpellier
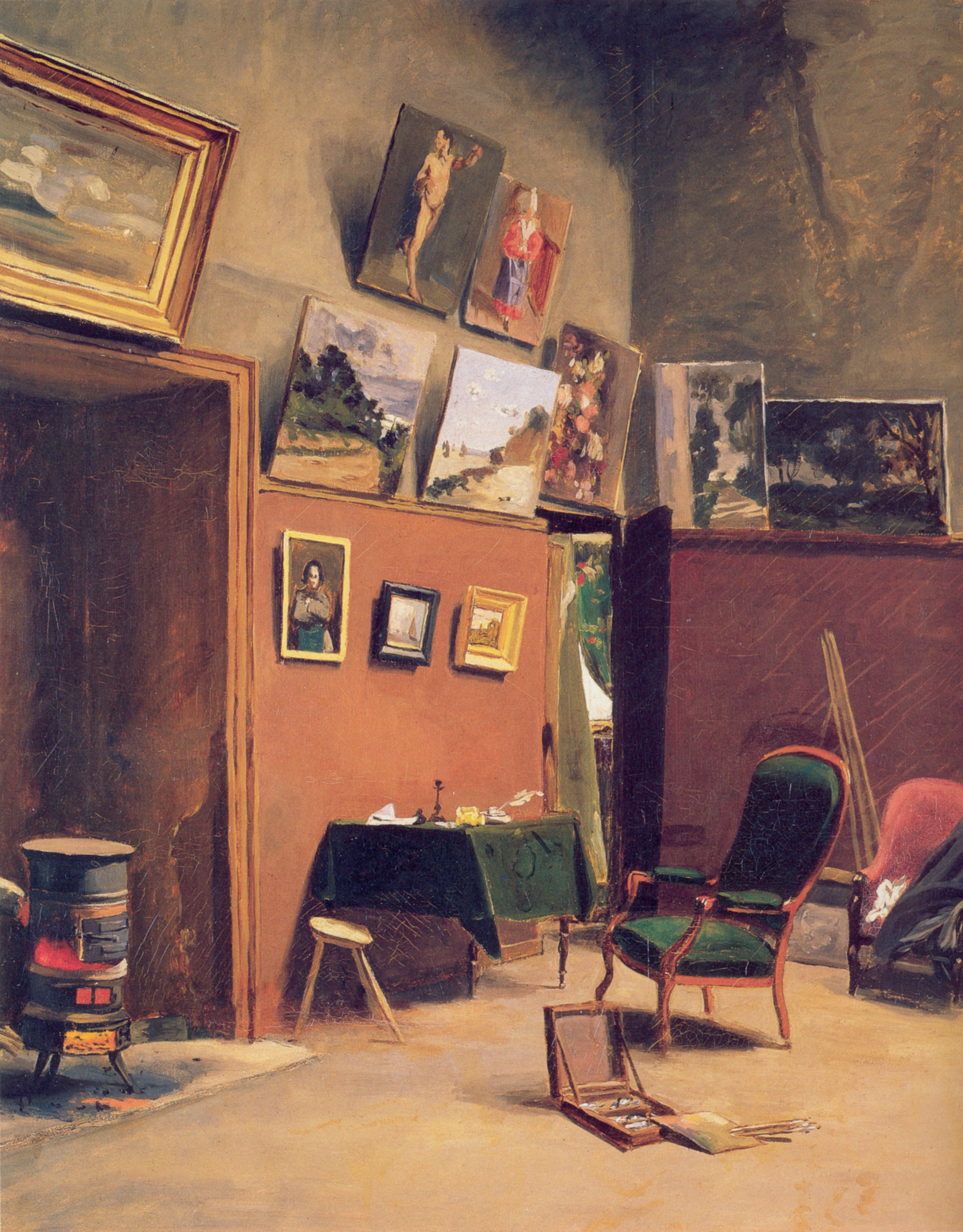
Estúdio na Rue Furstenberg, 1865, Musée Fabre, Montpellier
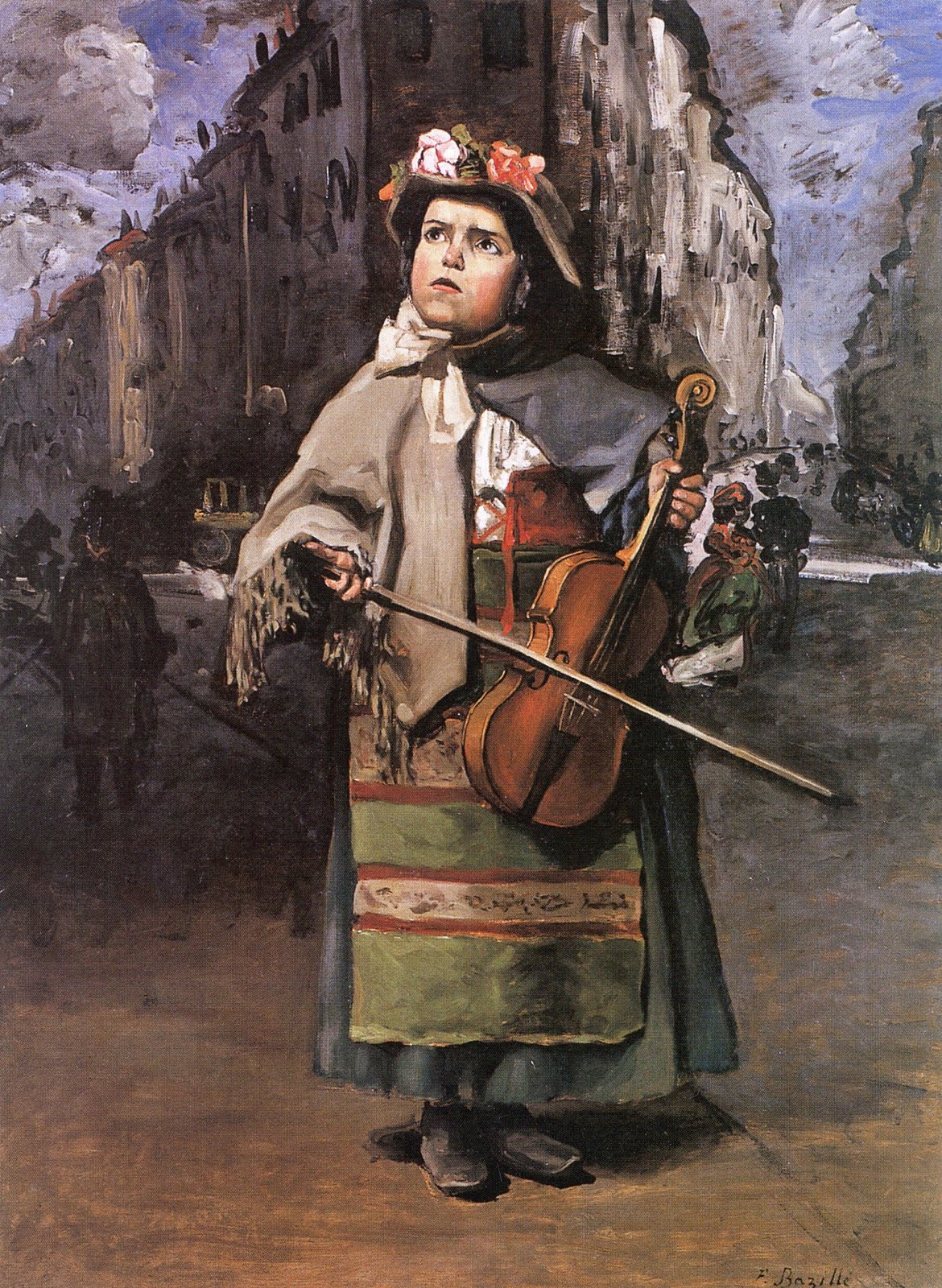
Little Italian Street Singer, 1866
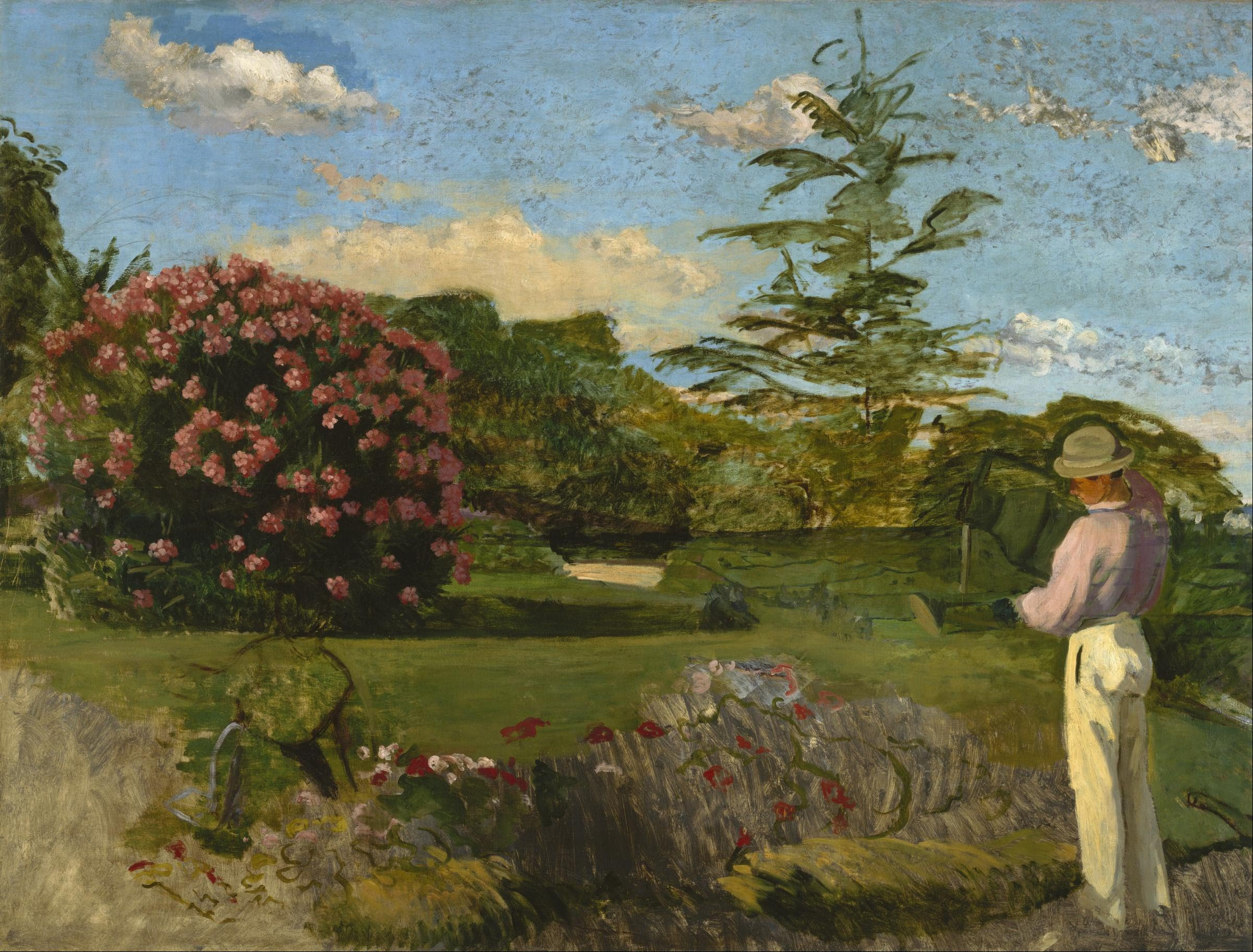
Le Petit Jardinier (O Pequeno Jardineiro), c. 1866-1867, óleo sobre tela Museum of Fine Arts, Houston
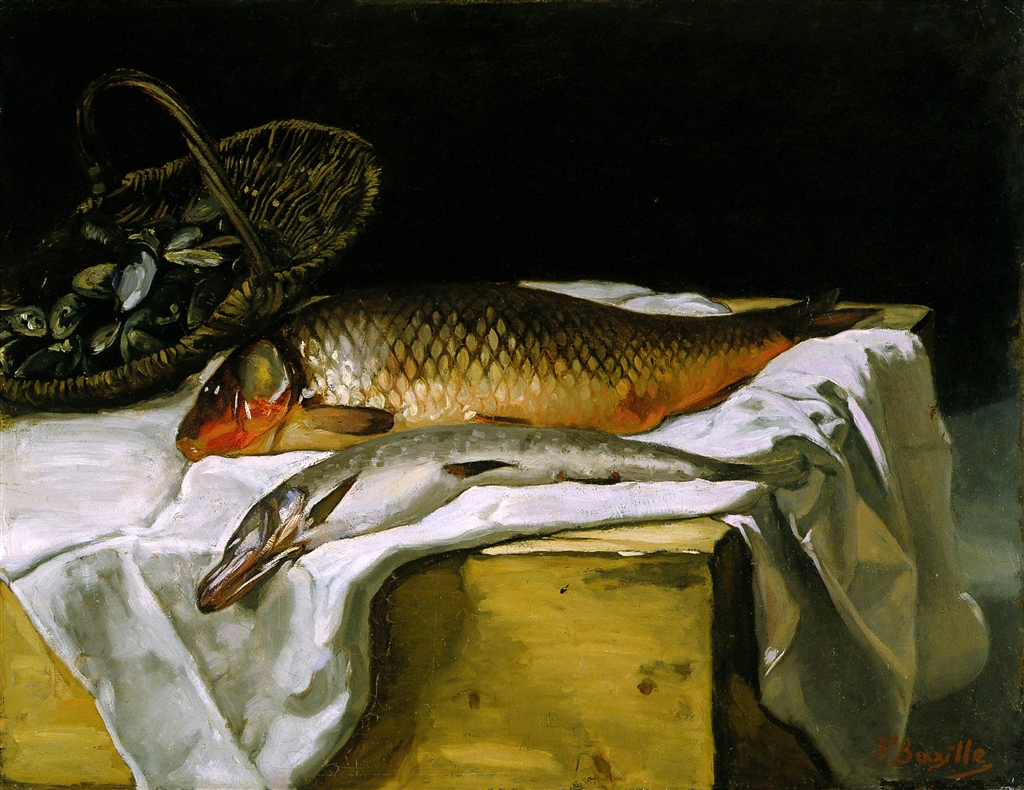
Nature morte avec du poisson, Natureza morta com peixes, c. 1866–67
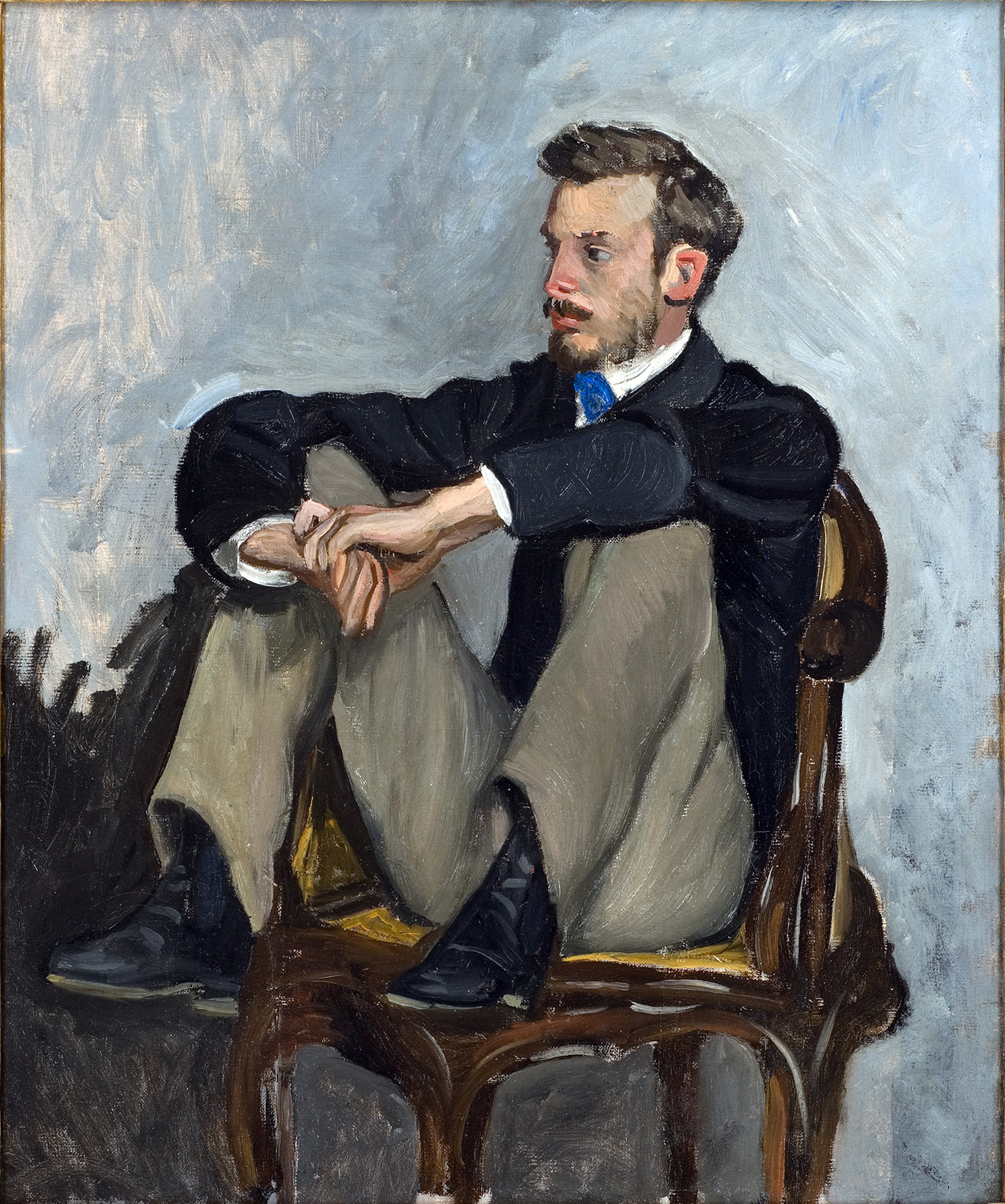
Retrato de Renoir, 1867, óleo sobre tela, Musée d'Orsay
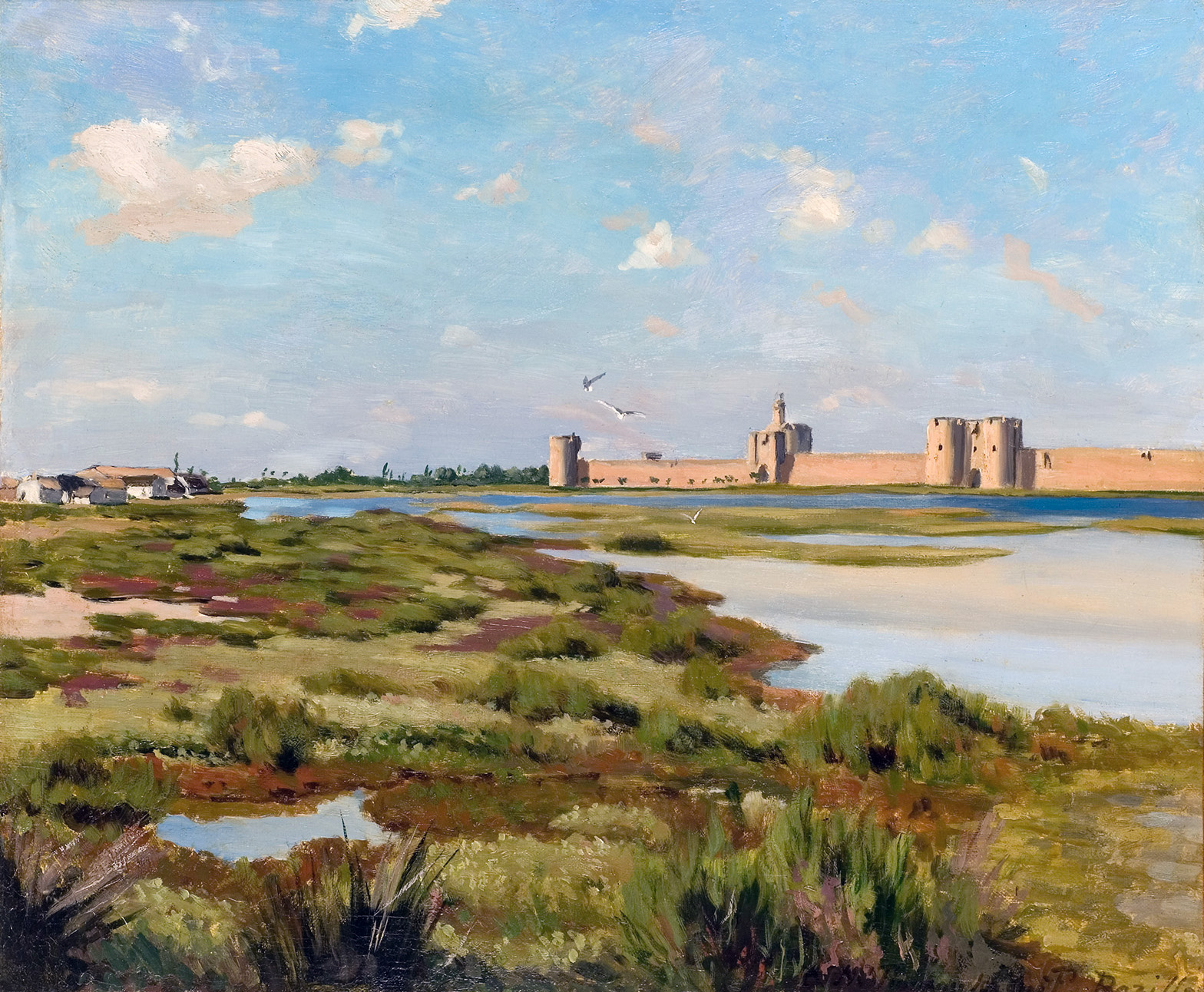
Aigues-Mortes, 1867
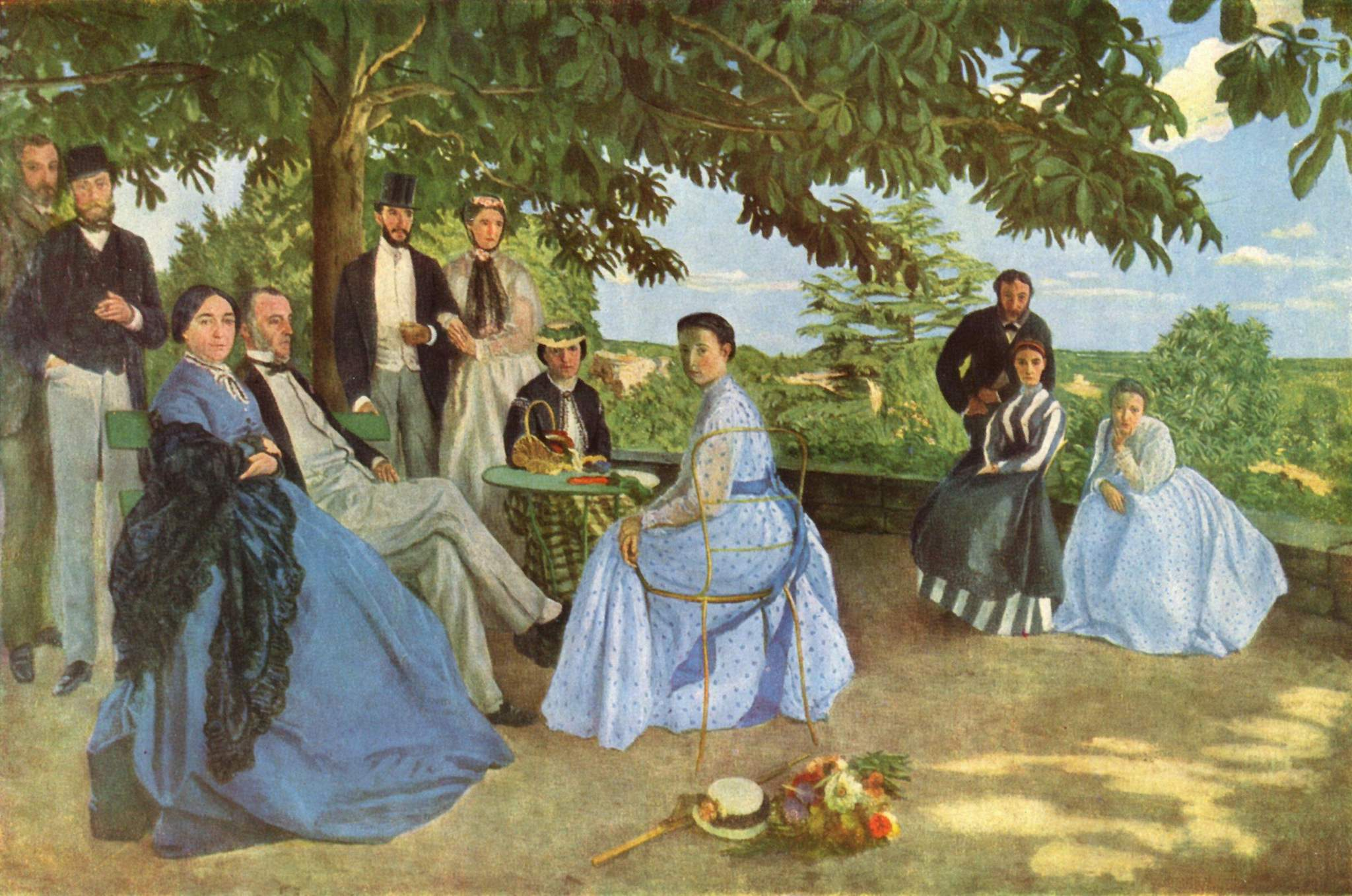
A reunião de família, c. 1867, Musée d'Orsay
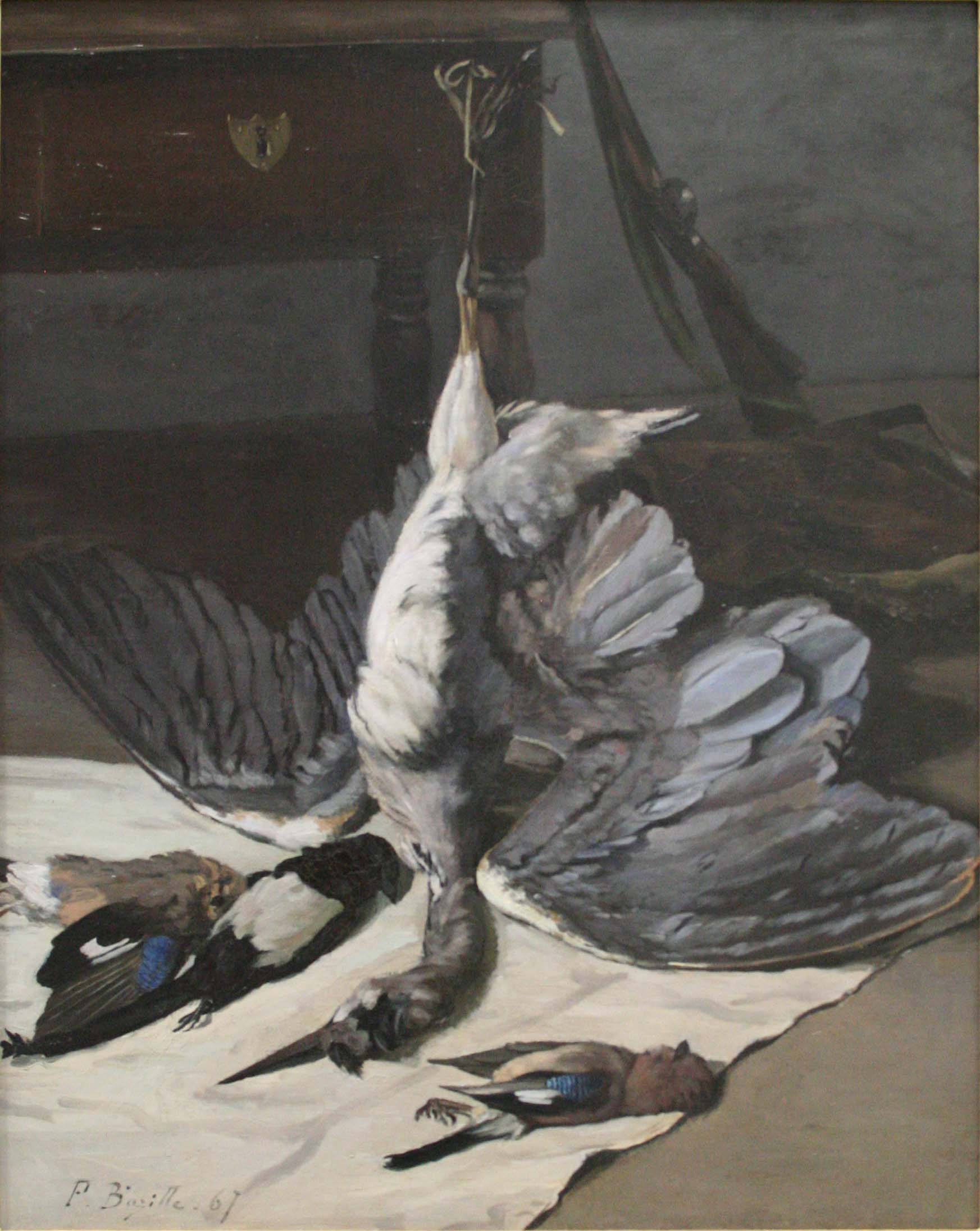
Nature morte au héron, 1867
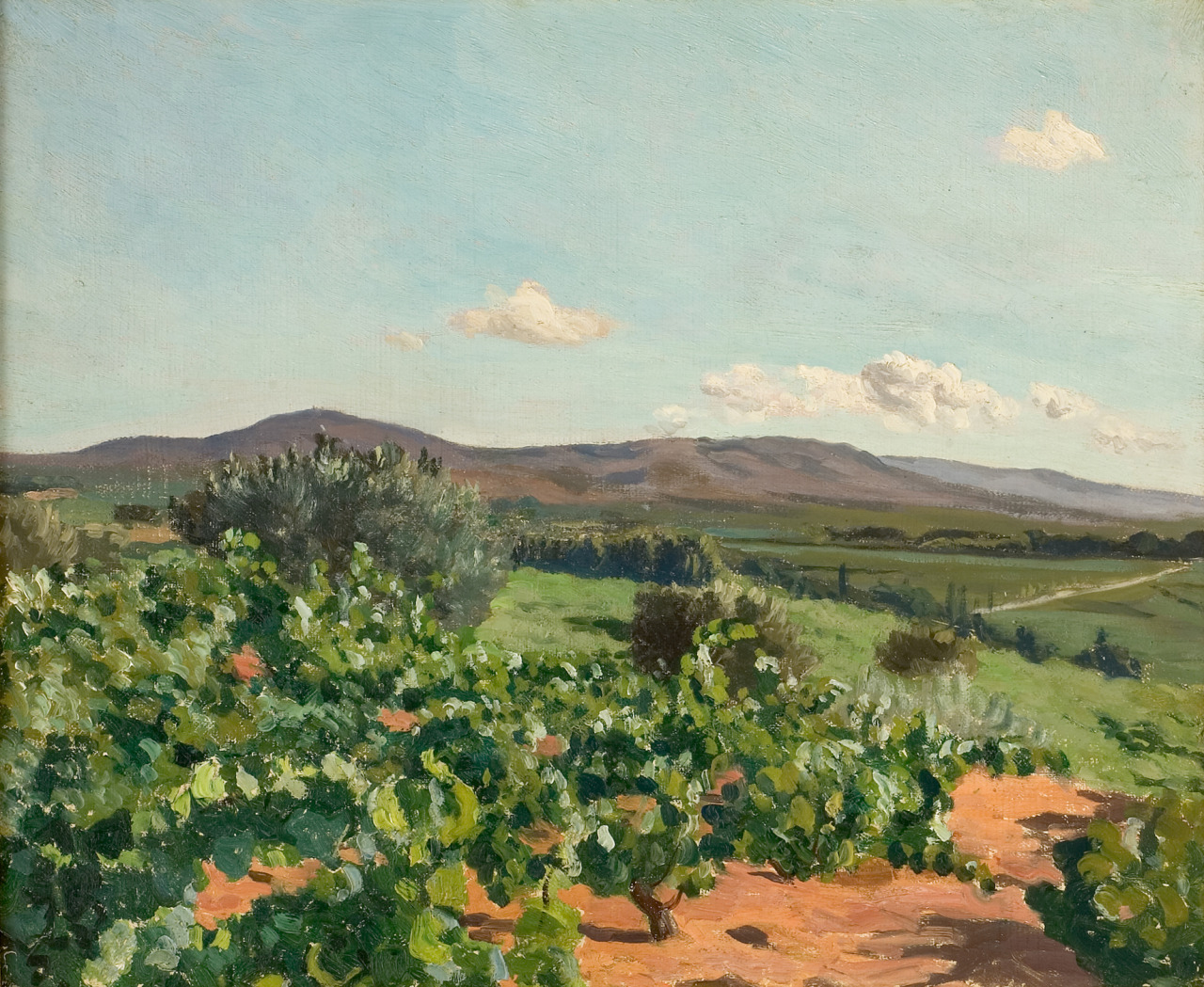
Etude pour une vendange, 1868
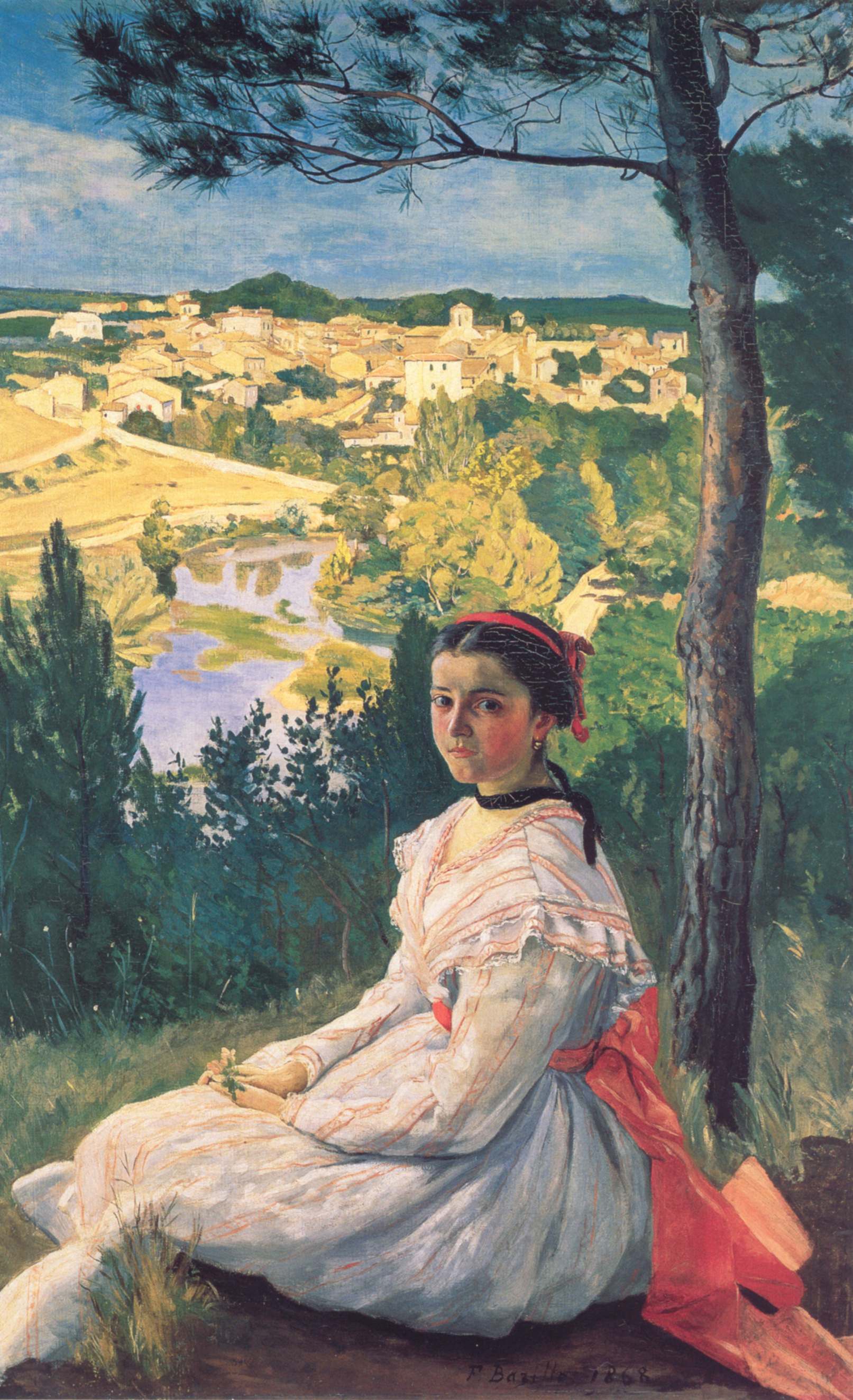
View of the Village, 1868, Musée Fabre, Montpellier
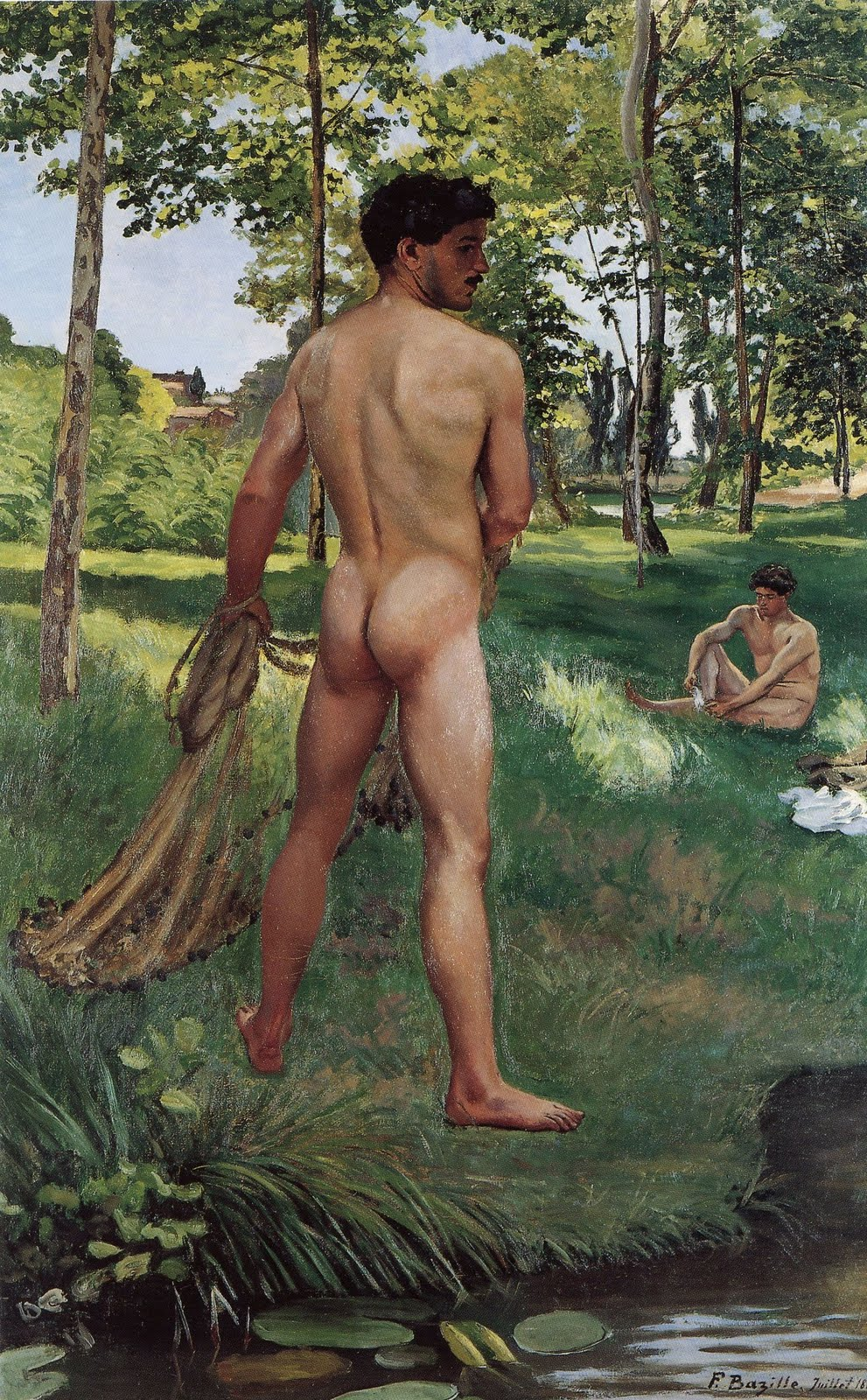
Pescador com Rede, 1868
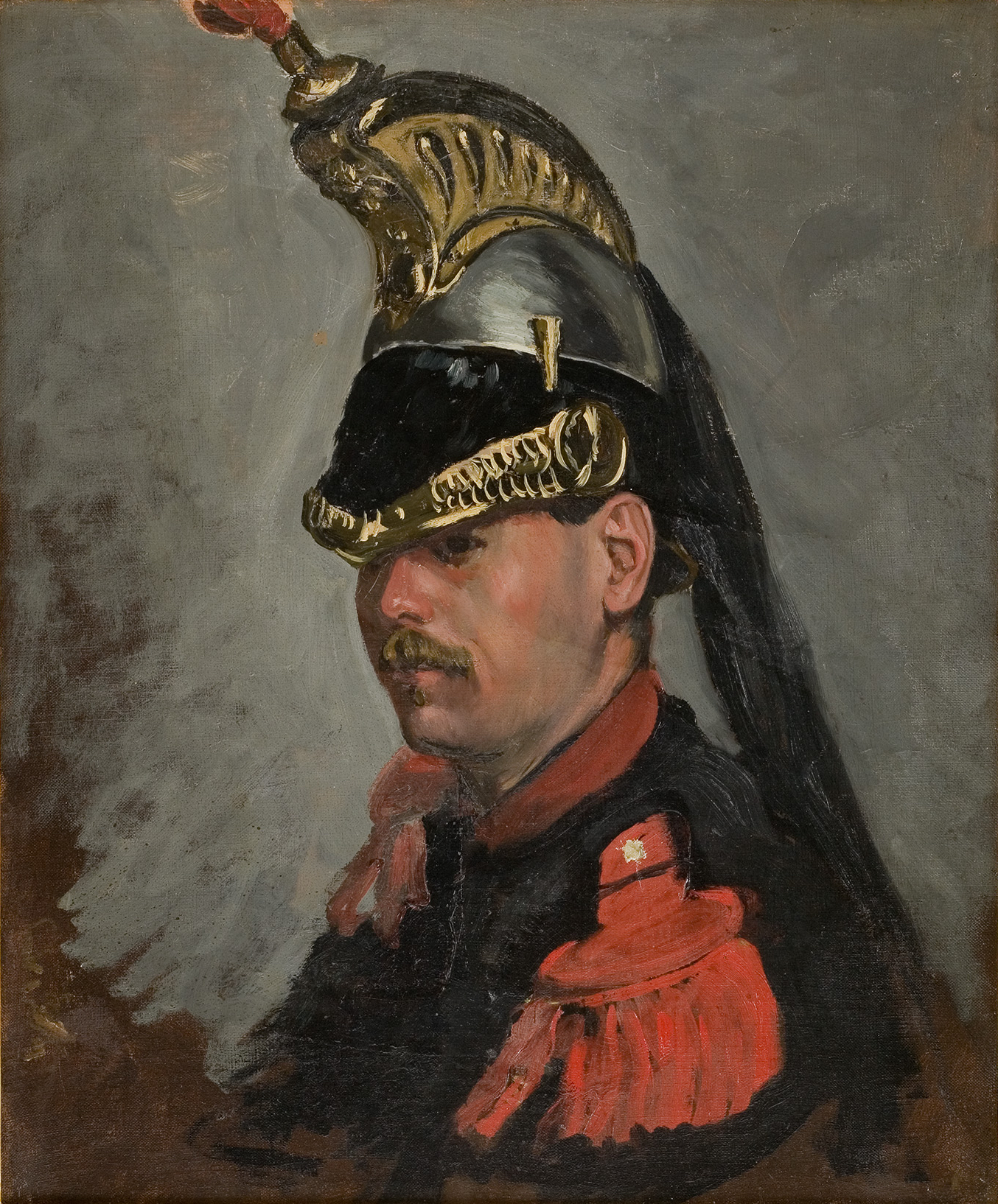
Retrato de Alphonse Tissie, 1868, Musée Fabre, Montpellier
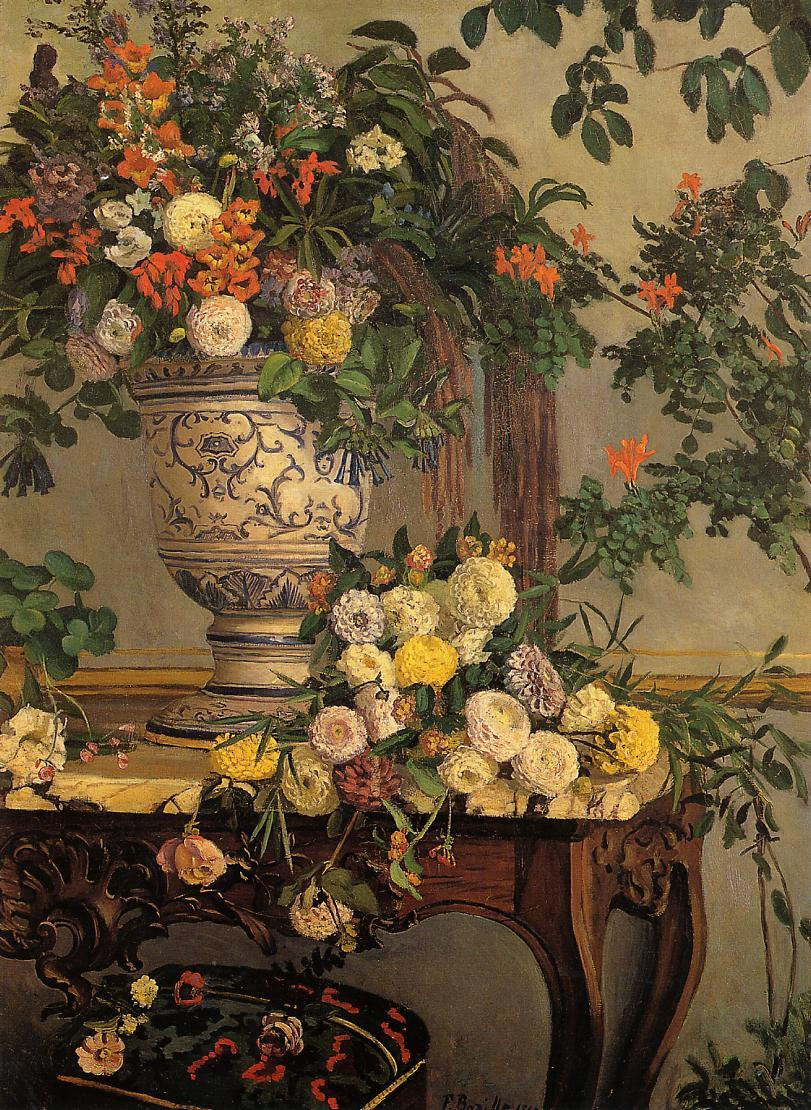
Flores, 1868
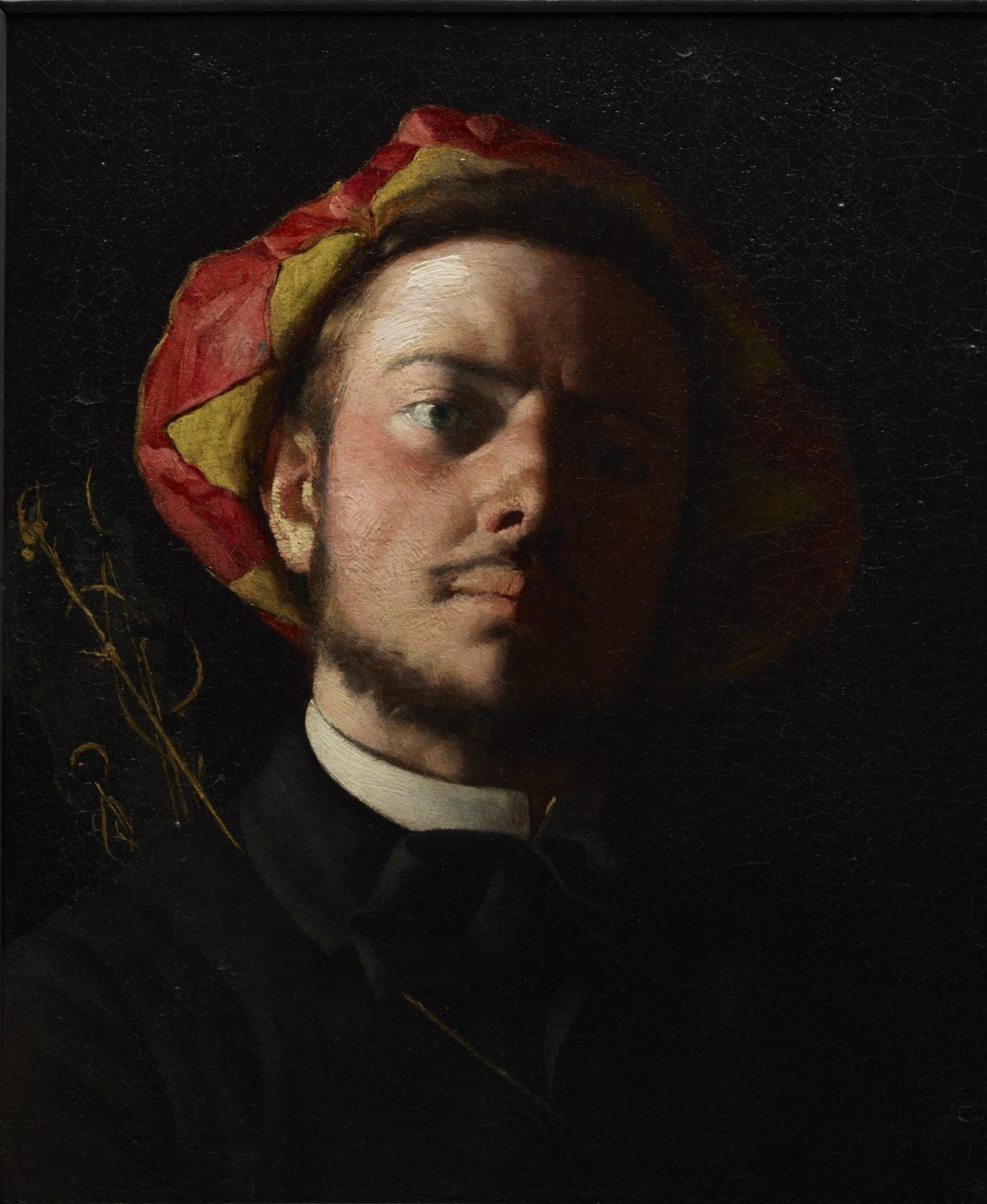
Retrato de Paul Verlaine, 1868, Dallas Museum of Art
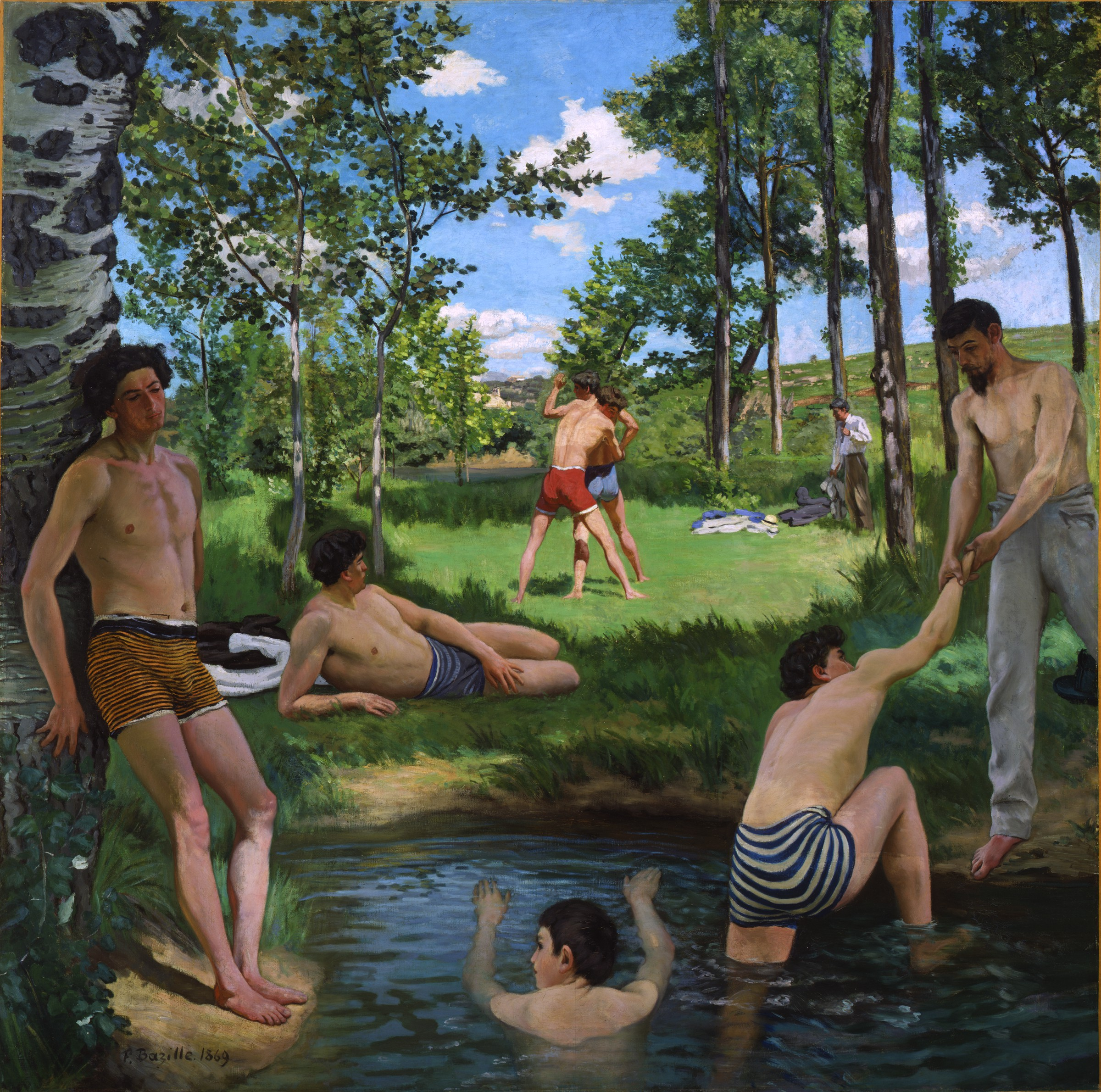
Scène d'été, 1869, Fogg Art Museum, Cambridge, Massachusetts
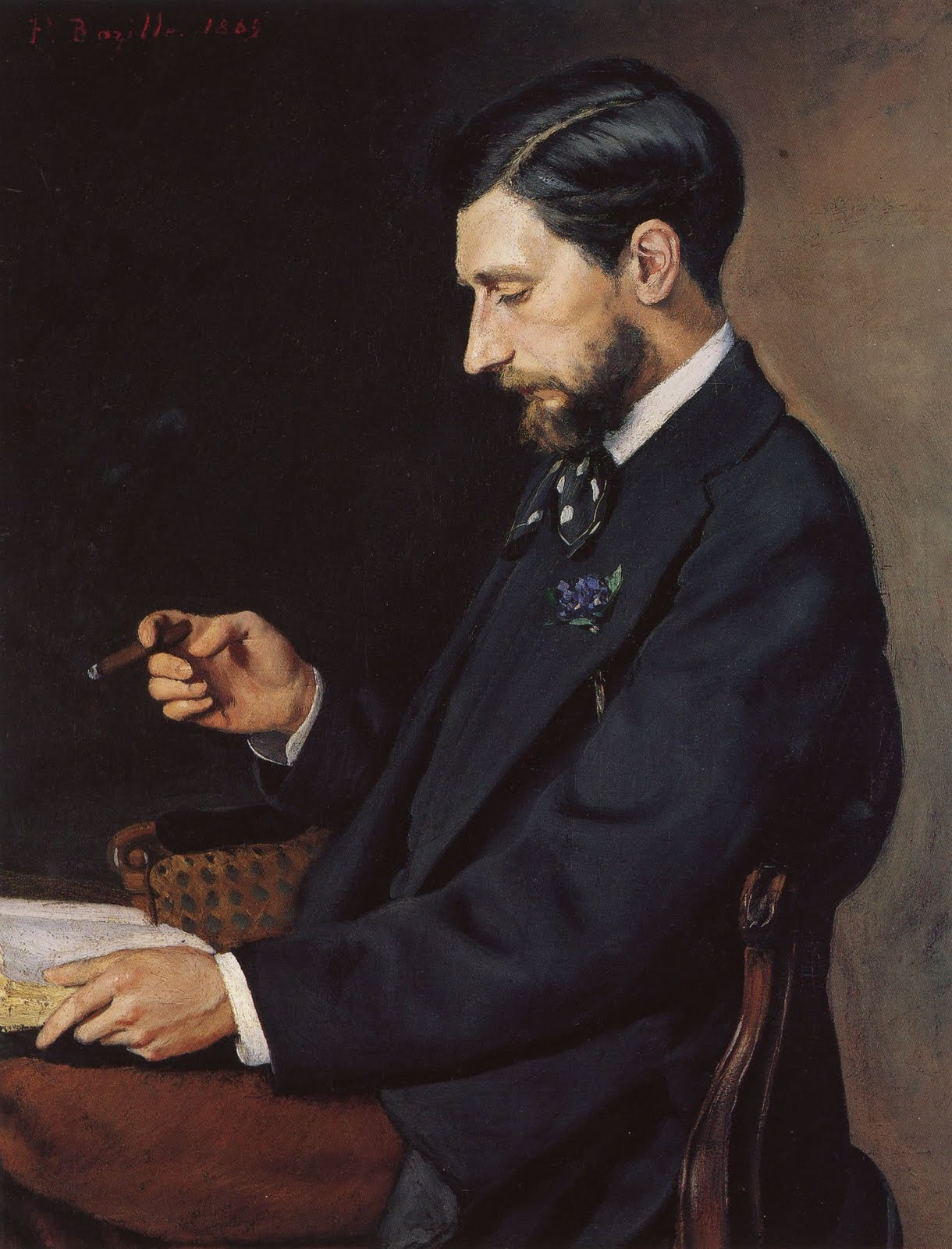
Retrato de Edmond Maître, 1869
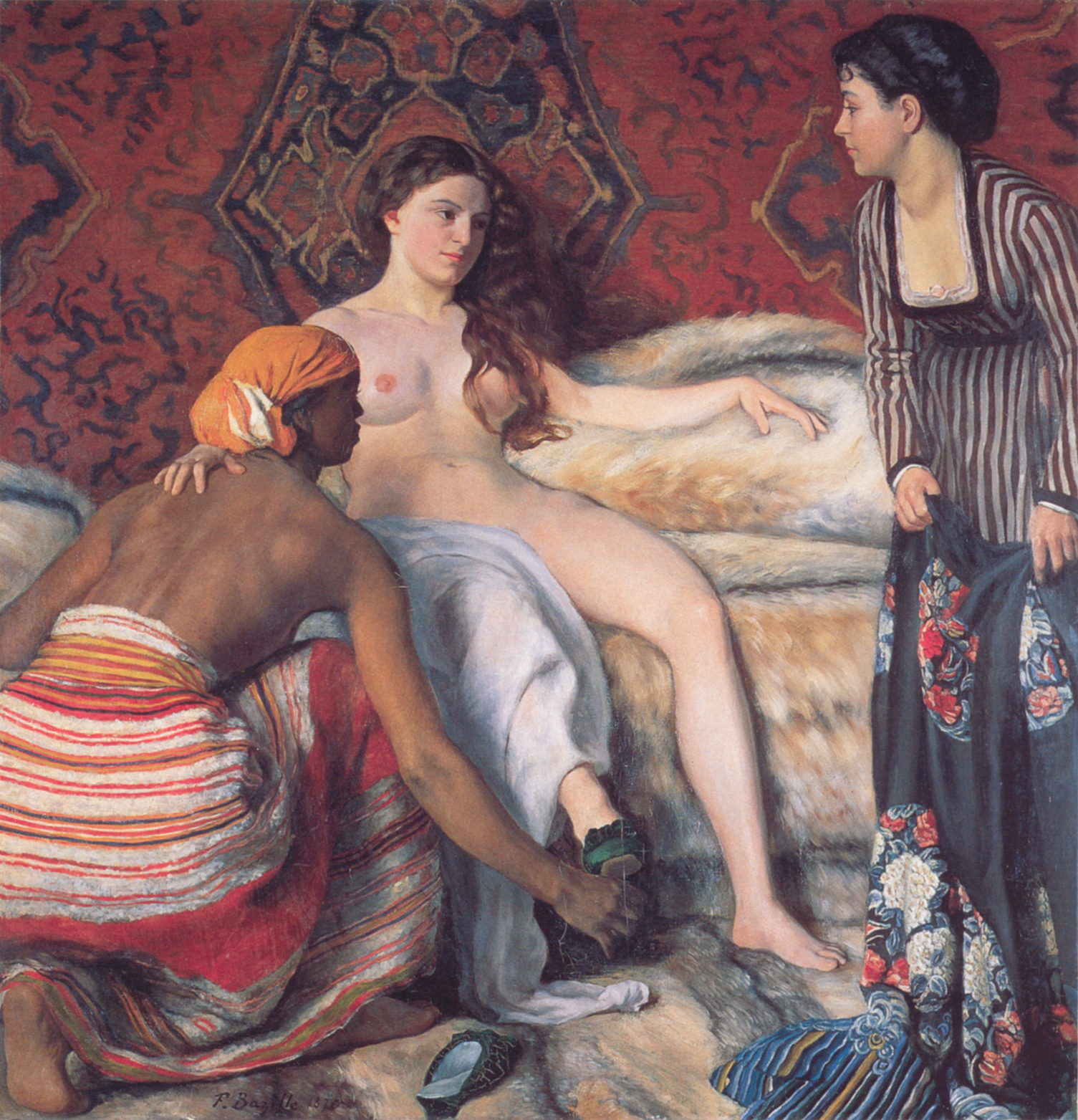
La Toilette, 1870, Musée Fabre
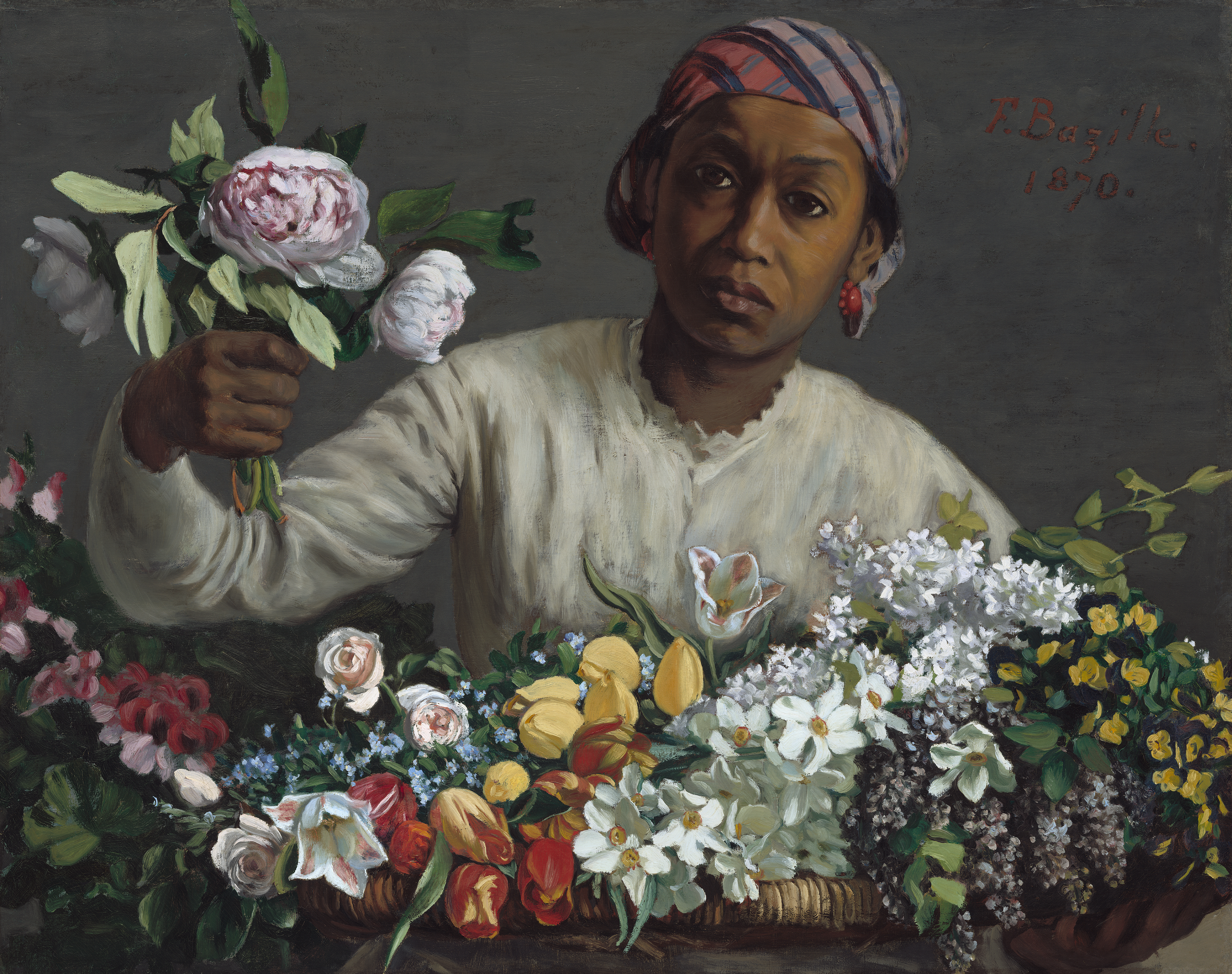
Mulher Negra com Peônias, 1870, Galeria Nacional de Arte
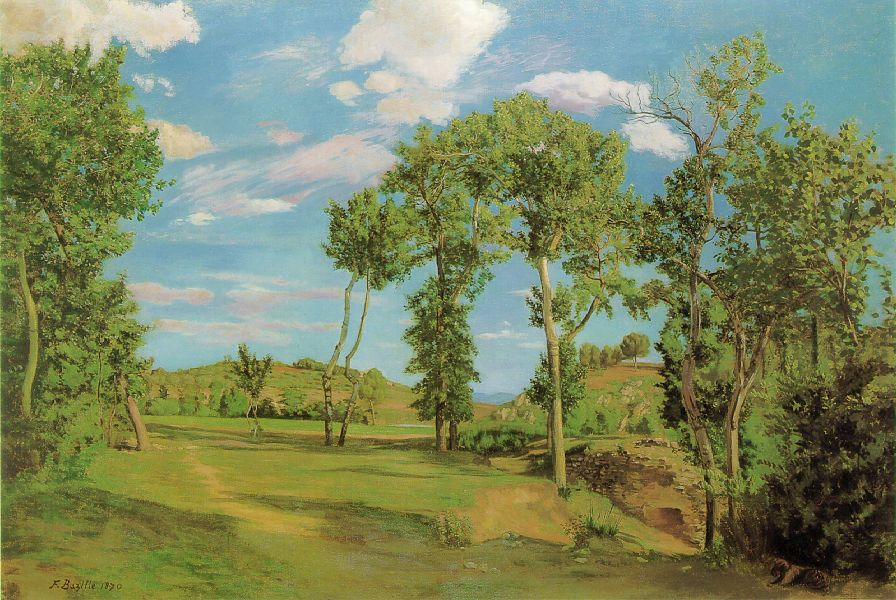
Paysage au bord du Lez , 1870, óleo sobre tela, Instituto de Artes de Minneapolis